# Festival du cinéma grec 1988
Le Festival du cinéma grec de 1988 fut la 29e édition du Festival international du film de Thessalonique. Elle se tint les 3 et 4 octobre 1988.

## Films sélectionnés
- Dans l'Ombre de la peur : meilleur film, meilleur réalisateur, meilleur acteur, meilleure musique, meilleure image, meilleurs décors et meilleur film pour l'Union panhellénique des critiques de cinéma (PEKK)
- Invincibles Amants : meilleur film, meilleur réalisateur, meilleure image
- L'Affaire Polk à l'antenne : meilleur acteur dans un second rôle, meilleur montage, prix spécial pour l'image
- Le Joueur n°9 : meilleur montage, meilleur son
- La Vie avec Alki : prix spécial
- ... Déserteur : meilleure actrice dans un second rôle